# Akodon orophilus
Akodon orophilus is een zoogdier uit de familie van de Cricetidae. De wetenschappelijke naam van de soort werd voor het eerst geldig gepubliceerd door Osgood in 1913.

## Verspreidingsgebied
De soort wordt aangetroffen in Ecuador en Peru.